# Odsherred község
Odsherred község (dánul: Odsherred Kommune) Dánia 98 községének (kommune, helyi önkormányzattal rendelkező közigazgatási egység) egyike. Odsherred község Holbæk és Kalundborg községekkel határos. Lakosainak száma 32 816 fő (2016).